# Frank Brewin
Frank Gerald Singlehurst Brewin, född 21 oktober 1909 i Poona, död 21 april 1976 i Southwark, var en indisk landhockeyspelare.
Brewin blev olympisk guldmedaljör i landhockey vid sommarspelen 1932 i Los Angeles.